# Колонія диких кроликів (Херсонська область)
Колонія диких кроликів — колишній об'єкт природно-заповідного фонду Херсонської області, зоологічна пам'ятка природи місцевого значення.

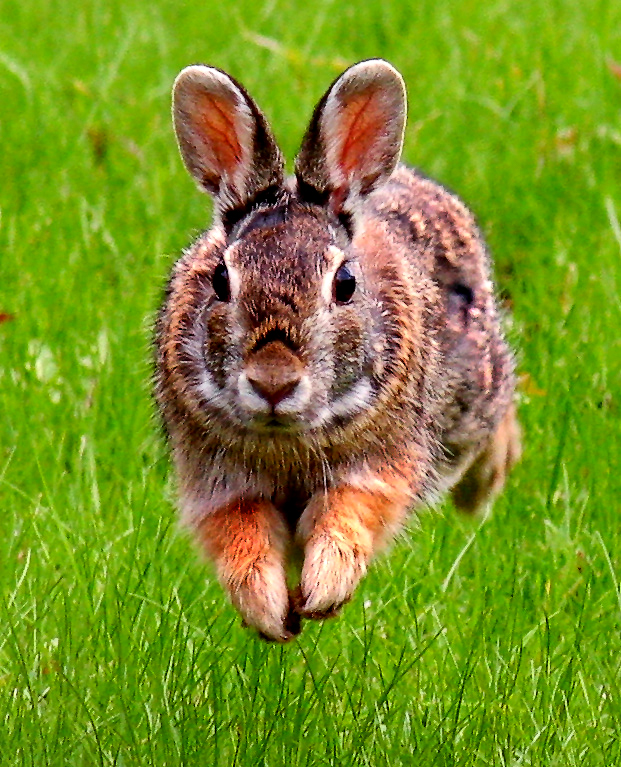
Дикий кролик

Пам'ятка природи розташовувалася на правому березі річки Вірьовчина в покинутих каменярнях. У заказнику була розміщена єдина в області популяція диких кроликів, чисельність якої, за відомостями державної статистичної звітності за формою «2-тп мисливство», складала близько 20 особин. 
Пам'ятка природи скасована згідно з рішенням Херсонської обласної ради № 347 від 06.01.2005 року у зв'язку із загибеллю популяції кроликів.
Востаннє популяція зафіксована у 2006 році.
Чисельність за роками:
- 1999 — 20 особин
- 2000 — 20 особин
- 2001 — 20 особин
- 2002 — 30 особин
- 2003 — 32 особин
- 2004 — 20 особин
- 2005 — 20 особин
- 2006 — 18 особин

Таким чином, пам'ятка природи була скасована до того як зникла колонія кроликів.